# 鲁希恩·麦克唐纳
鲁希恩·麦克唐纳（英語：Rusheen McDonald，1992年8月17日—）是一名牙买加男子短跑运动员。
麦克唐纳在牙买加奥运会选拔赛400米项目以45.1秒排名第二，获得2012年夏季奥林匹克运动会资格。他在该届奥运参加400米赛跑和4×400米接力两个小项。其中在400米预赛中，他以46.67秒在他所在小组中排名第四，未能晋级半决赛。